# Гринуэй, Джеймс
Джеймс Гринуэй (6 апреля 1903, Нью-Йорк — 10 июня 1989) — американский орнитолог, в честь которого были названы две рептилии, одна рыба и ни одной птицы. Наиболее известен как автор книги Extinct and Vanishing Birds of the World, (1958, 1967) об исчезнувших и вымерших видах птиц. Отличался эксцентричностью.

## Биография
Окончил Йельский университет. Принял участие в международной экспедиции на Мадагаскар, а затем в Индокитай. Позже работал в Музее сравнительной зоологии и других крупных музеях США. Во время Второй мировой войны служил на авианосцах на Тихом Океане. Гринуэй старался избегать публичных мероприятий и мало кто из орнитологов видел его своими глазами. Его эксцентричность иногда мешала общению, учёный с большим трудом терпел обычных, не столь ярких, как он сам людей и отличался такой скрытностью, что после его смерти даже сыновья не знали о некоторых этапах академической карьеры отца. В 1978, уже в старческом возрасте, помог организовать экспедицию в Новую Каледонию и участвовал в ней сам.

## Семья
Имел троих детей от первой жены, один из них стал позже журналистом. Однако вскоре после смерти своей матери Джеймс сбежал с любовницей, развелся и вступил с ней в брак (для неё также повторный, в первом у избранницы учёного родились четверо детей).

## В культуре
Джеймс Гринуэй (под другим именем) увековечен в романе «The Bird Skinner», который в 2014 году опубликовала его внучка Элис.